# Vadim Gulceac
Vadim Gulceac (6 agosto 1998) è un calciatore moldavo, attaccante svincolato.

## Carriera

### Club
Ha giocato nella prima divisione moldava.

### Nazionale
Ha giocato nelle nazionali giovanili moldave Under-17, Under-19 ed Under-21.

## Palmarès

### Club

#### Competizioni nazionali
- Coppa di Moldavia: 2

Zaria Bălți: 2015-2016
Petrocub Hîncești: 2020-2021

### Individuale
- Capocannoniere della Cupa Federației: 1

2020 (7 reti)